# Superpuchar Gruzji w piłce nożnej
Superpuchar Gruzji w piłce nożnej (gruz. საქართველოს თასი) – coroczne rozgrywki organizowano dla 4 drużyn (do 2022 roku dla 2) mające na celu wyłonienie zdobywcy trofeum.

## Historia
W sezonie 1996 odbył się pierwszy oficjalny mecz o Superpuchar Gruzji. Pierwszy pojedynek rozegrano 27 lipca 1996 roku. W tym meczu Dinamo Tbilisi pokonał 4:0 Dinamo Batumi. W latach 2000–2004 i w 2016 nie rozgrywano trofeum. Finał rozgrywany jest na różnych stadionach.

## Format
Mecz o Superpuchar Gruzji do edycji 2022 włącznie rozgrywany był przed rozpoczęciem każdego sezonu. W danej edycji brał udział mistrz kraju i zdobywca pucharu, a w sytuacji zdobycia przez dany klub podwójnej korony, uprawniony był (w zależności od edycji) wicemistrz kraju lub finalista pucharu. 
Wraz z edycją 2023 wprowadzono poważne zmiany w formacie rozgrywek. Rozszerzono format do 4 drużyn, w związku z czym dodano również półfinały. Sam turniej zaczął być rozgrywany w lipcu, a nie jak wcześniej przed sezonem (w Gruzji funkcjonuje system rozgrywek wiosna-jesień). 
W przypadku remisu po upływie regulaminowego czasu gry przeprowadza się dogrywka. Jeżeli i ona nie wyłoni zwycięzcę, to od razu zarządzana jest seria rzutów karnych. 

## Zwycięzcy i finaliści
| Sezon                                      | K | K | T | Zwycięzca               | Wynik             | Finalista           | Data, miejsce                                               | Uwagi          |
| Superpuchar Gruzji (kat. საქართველოს თასი) |   |   |   |                         |                   |                     |                                                             |                |
| 1996                                       |   |   | 1 | Dinamo Tbilisi          | 4:0               | Dinamo Batumi (II)  | 27.07.1996, Stadion Centralny, Batumi                       |                |
| 1997                                       |   |   | 2 | Dinamo Tbilisi          | 4:1               | Dinamo Batumi (II)  | 03.08.1997, Stadion Giwiego Kiladze, Kutaisi                |                |
| [1998                                      |   |   | 1 | Dinamo Batumi           | 2:1               | Dinamo Tbilisi      | 01.08.1998, Stadion Centralny, Batumi                       |                |
| 1999                                       |   |   | 3 | Dinamo Tbilisi          | 1:0               | Torpedo Kutaisi     | 28.02.2000, Stadion Borysa Paiczadze, Tbilisi               |                |
| 2000–2004                                  |   |   |   |                         |                   |                     |                                                             | nie rozgrywano |
| 2005                                       |   |   | 4 | Dinamo Tbilisi          | 1:0               | Lokomotivi Tbilisi  | 13.09.2005, Stadion Centralny, Batumi                       |                |
| 2006                                       |   |   | 1 | Ameri Tbilisi           | 1:0               | Sioni Bolnisi       | 30.11.2006, Stadion Micheila Meschiego, Tbilisi             |                |
| 2007                                       |   |   | 2 | Ameri Tbilisi           | 4:1               | Olimpi Rustawi      | 08.12.2007, Stadion Tengiza Burdżanadze, Gori               |                |
| 2008                                       |   |   | 5 | Dinamo Tbilisi          | 1:0               | FC Zestaponi        | 02.12.2008, Stadion Borysa Paiczadze, Tbilisi               |                |
| 2009                                       |   |   | 1 | WIT Georgia Tbilisi     | 2:1 pd.           | Dinamo Tbilisi      | 16.12.2009, Stadion Poladi, Rustawi                         |                |
| 2010                                       |   |   | 1 | Metalurgi Rustawi       | 2:0               | WIT Georgia Tbilisi | 21.12.2010, Stadion Borysa Paiczadze, Tbilisi               |                |
| 2011                                       |   |   | 1 | FC Zestaponi            | 3:1               | FC Gagra            | 29.05.2012, Stadion Micheila Meschiego, Tbilisi             |                |
| 2012                                       |   |   | 2 | FC Zestaponi            | 2:2 pd. (k. 4:2)  | Dila Gori           | 22.02.2013, Stadion Micheila Meschiego, Tbilisi             |                |
| 2013                                       |   |   | 1 | Czichura Saczchere (II) | 1:0               | Dinamo Tbilisi      | 22.12.2013, Stadion Micheila Meschiego, Tbilisi             |                |
| 2014                                       |   |   | 6 | Dinamo Tbilisi          | 1:0               | Czichura Saczchere  | 11.12.2014, Stadion Borysa Paiczadze, Tbilisi               |                |
| 2015                                       |   |   | 7 | Dinamo Tbilisi          | 1:0               | Dila Gori           | 25.08.2015, Stadion Micheila Meschiego, Tbilisi             |                |
| 2016                                       |   |   |   |                         |                   |                     |                                                             | nie rozgrywano |
| 2017                                       |   |   | 1 | SK Samtredia            | 2:1               | Torpedo Kutaisi     | 26.02.2017, Stadion Muraza Khurtsilava, Martwili            |                |
| 2018                                       |   |   | 1 | Torpedo Kutaisi         | 2:1               | Czichura Saczchere  | 24.02.2018, Stadion Dawita Petriaszwilego, Tbilisi          |                |
| 2019                                       |   |   | 2 | Torpedo Kutaisi         | 1:0               | Saburtalo Tbilisi   | 24.02.2019, Stadion Tengiza Burdżanadze, Gori               |                |
| 2020                                       |   |   | 1 | Saburtalo Tbilisi       | 1:0               | Dinamo Tbilisi      | 23.02.2020, Stadion Micheila Meschiego w Tbilisi 2, Tbilisi |                |
| 2021                                       |   |   | 8 | Dinamo Tbilisi          | 2:2 pd. (k. 5:4)  | FC Gagra            | 21.02.2021, Stadion Micheila Meschiego, Tbilisi             |                |
| 2022                                       |   |   | 2 | Dinamo Batumi           | 0:0, pd. (k. 7:6) | Saburtalo Tbilisi   | 20.02.2022, Stadion im. Giwiego Kiladze, Kutaisi            |                |
| 2023                                       |   |   | 9 | Dinamo Tbilisi          | 1:1 pd. (k. 4:3)  | Dinamo Batumi (II)  | 04.07.2023, Stadion im. Borisa Paiczadze, Tbilisi           | 4 drużyny      |
| 2024                                       |   |   | 3 | Torpedo Kutaisi (III)   | 2:1               | Dinamo Tbilisi (II) | 03.07.2024, Stadion im. Dawita Petriaszwilego, Tbilisi      | 4 drużyny      |

Uwagi:

- wytłuszczono i kursywą oznaczone zespoły, które w tym samym roku wywalczyły mistrzostwo i Puchar kraju (dublet),
- wytłuszczono zespoły, które zdobyły mistrzostwo kraju,
- kursywą oznaczone zespoły, które zdobyły Puchar kraju.
- oznaczeniami (II) i (III) ukazano wicemistrza i 3. drużynę ligi

## Statystyka

### Klasyfikacja według klubów
W dotychczasowej historii finałów o Superpuchar Gruzji na podium oficjalnie stawało w sumie 14 drużyn. Liderem klasyfikacji jest Dinamo Tbilisi, które zdobyło trofeum 9 razy.
Stan na 03.07.2024. 
| Lp. | Klub                | Zdobywca | Finalista      | Zwycięskie sezony | Przegrane finały |   |   |                                                      |                              |
| --- | ------------------- | -------- | -------------- | ----------------- | ---------------- | - | - | ---------------------------------------------------- | ---------------------------- |
| Lp. | Klub                | 1.       | Dinamo Tbilisi | Zwycięskie sezony | Przegrane finały | 9 | 5 | 1996, 1997, 1999, 2005, 2008, 2014, 2015, 2021, 2023 | 1998, 2009, 2013, 2020, 2024 |
| 2.  | Torpedo Kutaisi     | 3        | 2              | 2018, 2019, 2024  | 1999, 2017       |   |   |                                                      |                              |
| 3.  | Dinamo Batumi       | 2        | 3              | 1998, 2022        | 1996, 1997, 2023 |   |   |                                                      |                              |
| 4.  | SK Zestaponi        | 2        | 1              | 2011, 2012        | 2008             |   |   |                                                      |                              |
| 5.  | Ameri Tbilisi       | 2        | 0              | 2006, 2007        |                  |   |   |                                                      |                              |
| 6.  | Czichura Saczchere  | 1        | 2              | 2013              | 2014, 2018       |   |   |                                                      |                              |
| 6.  | Saburtalo Tbilisi   | 1        | 2              | 2020              | 2019, 2022       |   |   |                                                      |                              |
| 8.  | WIT Georgia Tbilisi | 1        | 1              | 2009              | 2010             |   |   |                                                      |                              |
| 8.  | Metalurgi Rustawi   | 1        | 1              | 2010              | 2007             |   |   |                                                      |                              |
| 10. | SK Samtredia        | 1        | 0              | 2017              |                  |   |   |                                                      |                              |
| 11. | Dila Gori           | 0        | 2              |                   | 2012, 2015       |   |   |                                                      |                              |
| 11. | FC Gagra            | 0        | 2              |                   | 2011, 2021       |   |   |                                                      |                              |
| 13. | Lokomotiwi Tbilisi  | 0        | 1              |                   | 2005             |   |   |                                                      |                              |
| 13. | Sioni Bolnisi       | 0        | 1              |                   | 2006             |   |   |                                                      |                              |

### Klasyfikacja według miast
Stan na 03.07.2024.
| Miasto    | Liczba tytułów | Kluby                                                                                 |
| --------- | -------------- | ------------------------------------------------------------------------------------- |
| Tbilisi   | 13             | Dinamo Tbilisi (9), Ameri Tbilisi (2), Saburtalo Tbilisi (1), WIT Georgia Tbilisi (1) |
| Kutaisi   | 3              | Torpedo Kutaisi (3)                                                                   |
| Batumi    | 2              | Dinamo Batumi (2)                                                                     |
| Zestaponi | 2              | SK Zestaponi (2)                                                                      |
| Rustawi   | 1              | Metalurgi Rustawi (1)                                                                 |
| Saczchere | 1              | Czichura Saczchere (1)                                                                |
| Samtredia | 1              | SK Samtredia (1)                                                                      |

### Klasyfikacja według kwalifikacji
| Tytuł                    | Zwycięstw | Finałów |
| ------------------------ | --------- | ------- |
| Mistrz Gruzji            | 13        | 6       |
| Zdobywca Pucharu Gruzji  | 10        | 12      |
| Finalista Pucharu Gruzji | 1         | 3       |